# Đại hội Thể thao Đông Nam Á 2023
Đại hội Thể thao Đông Nam Á 2023 (tiếng Khmer: ការប្រកួតកីឡាប្រជាជាតិអាស៊ីអាគ្នេយ៍២០២៣, phát âm tiếng Khmer: [Kar Prâkuŏt Keila Prâchéachéatĕ Asi Aknéy 2023]), còn được gọi là Đại hội Thể thao Đông Nam Á lần thứ 32, hay SEA Games 32, và thường được biết đến với tên gọi Campuchia 2023, là một sự kiện thể thao đa môn tổ chức hai năm một lần – được diễn ra từ ngày 5 đến 17 tháng 5 năm 2023 tại Phnôm Pênh, Campuchia.
Sự kiện này đánh dấu sự trở lại của chu kỳ tổ chức hai năm một lần, sau khi SEA Games 2021 tại Việt Nam bị hoãn sang năm 2022 do đại dịch COVID-19. Thông báo về việc Campuchia đăng cai được đưa ra tại cuộc họp Hội đồng Liên đoàn Thể thao Đông Nam Á tổ chức tại Singapore nhân dịp SEA Games 2015, do Chủ tịch Ủy ban Olympic Quốc gia Campuchia – ông Thong Khon – công bố. Ban đầu, Philippines dự kiến sẽ đăng cai kỳ SEA Games này, nhưng được đẩy lên tổ chức vào năm 2019 sau khi Brunei rút quyền đăng cai. Đây là lần đầu tiên Campuchia đăng cai tổ chức SEA Games, vì kỳ Đại hội Thể thao Bán đảo Đông Nam Á năm 1963 tại nước này đã bị hủy bỏ do tình hình chính trị bất ổn. Ban đầu, sự kiện dự kiến có 40 môn thi đấu, tuy nhiên con số cuối cùng là 37 môn.

## Tổ chức

### Bầu chọn chủ nhà
Việc Campuchia đăng cai Đại hội đã được xác nhận trong kỳ SEA Games 28 vào năm 2015 tại Singapore bởi Chủ tịch Ủy ban Olympic Quốc gia Campuchia, Thong Khon. Ban đầu Philippines được dự kiến sẽ đăng cai Đại hội lần này; tuy nhiên nước này đã được đẩy lên tổ chức sớm hơn vào năm 2019 sau khi Brunei xin rút.
Năm 2013, Ủy ban Olympic Quốc gia Campuchia (NOCC) trong một thông báo cho biết chính phủ nước này đã đồng ý về nguyên tắc cho NOCC xin đăng cai SEA Games vào năm 2023. Tổng Thư ký NOCC Vath Chamroeun cho biết việc đăng cai SEA Games sẽ góp phần nâng cao vị thế đất nước, thể hiện năng lực của Campuchia trong việc đăng cai tổ chức các giải thi đấu thể thao quốc tế. Đây cũng sẽ là cơ hội để Campuchia giới thiệu ra quốc tế một đất nước hòa bình, ổn định và phát triển, đồng thời thúc đẩy phát triển du lịch, quảng bá phong tục, văn hóa truyền thống của Campuchia.
Theo Thủ tướng Hun Sen, nước này hiện phải tập trung kinh phí để xây dựng hệ thống cơ sở hạ tầng giao thông, trường học, bệnh viện và những công trình phục vụ yêu cầu cấp thiết cho công cuộc xây dựng và phát triển đất nước. Campuchia đã nhiều lần từ chối lời đề nghị của các thành viên ASEAN về việc đăng cai SEA Games, vì thiếu kinh phí và cơ sở hạ tầng cho thể dục, thể thao. Tuy nhiên, Campuchia cũng hứa sẽ dần từng bước đầu tư vào các hạng mục dành cho thể thao để tiến đến mục tiêu đăng cai SEA Games lần đầu tiên.
Theo kế hoạch, Campuchia sẽ xây dựng một sân vận động Olympic mới với tổng kinh phí khoảng 100 triệu USD, ở Đông Bắc thủ đô Phnôm Pênh, dành cho các môn thi đấu SEA Games 2023 và những giải thể thao quốc tế khác. Chính phủ cũng sẽ quan tâm đến việc nâng cao trình độ thể thao của các vận động viên qua việc tăng thêm kinh phí hỗ trợ, tập trung đầu tư cho các môn thể thao mũi nhọn để có thể giành huy chương tại các cuộc thi đấu thể thao.

## Chuẩn bị

### Kinh phí
Theo Quốc Vụ khanh Bộ Kinh tế và Tài chính Vongsey Visoth, việc xây dựng và bố trí cơ sở vật chất cũng như sân thi đấu cần thiết cho các môn thi đấu sẽ tiêu tốn từ 30-40 triệu USD.
Phát biểu tại diễn đàn công khai Quản lý kinh tế vĩ mô và Luật ngân sách năm 2023 được tổ chức tại Phnôm Pênh vào ngày 25 tháng 1, Visoth giải thích rằng việc thiết lập và tổ chức các môn thi đấu tại các sân vận động và các địa điểm khác có thể tiêu tốn hơn 200 triệu riel. Để chuẩn bị cho sự kiện, Campuchia đã xây dựng mới một số cơ sở hạ tầng, cũng như các địa điểm thi đấu và cơ sở thể thao.
Tháng 4 năm 2023, Thủ tướng Campuchia Hun Sen tiết lộ nước này đã chi tổng cộng 131 triệu USD cho sự kiện, bao gồm việc xây dựng một số công trình thể thao và nhiều hạng mục đi kèm (chưa bao gồm chi phí xây dựng sân vận động quốc gia) và chi phí ăn ở cho các vận động viên. Trong khi đó, một quan chức cấp cao của CAMSOC cho biết họ đã lên kế hoạch chi 118 triệu USD cho Đại hội lần này.

### Xây dựng
Ngày 12 tháng 4 năm 2013, Chính phủ Campuchia đã tổ chức lễ khởi công xây dựng Khu liên hợp thể thao quốc gia Morodok Techo. Đây là công trình quan trọng nhất chuẩn bị cho Campuchia đăng cai Đại hội Thể thao Đông Nam Á vào năm 2023. Khu liên hợp thể thao quốc gia Morodok Techo được xây dựng trên tổng diện tích đất 80 ha, cách thủ đô Phnôm Pênh 20 km về phía Đông Bắc. Hạng mục quan trọng nhất của công trình là một sân vận động Olympic mới, nơi sẽ diễn ra lễ khai mạc và bế mạc của Đại hội Thể thao Đông Nam Á 2023 cũng như tổ chức thi đấu các môn điền kinh, bóng đá. Ngoài ra, tổ hợp cũng bao gồm các nhà thi đấu đa năng, làng vận động viên... phục vụ Đại hội Thể thao Đông Nam Á 2023 và những giải thể thao quốc tế khác do Campuchia đăng cai. Ước tính tổng vốn đầu tư cho công trình là khoảng 157 triệu USD và hoàn toàn do Trung Quốc tài trợ. Quá trình xây dựng được chia làm ba giai đoạn và dự kiến hoàn thành trong vòng 8 năm.

### Địa điểm
Các môn thi đấu của SEA Games 32 sẽ được tổ chức tại thủ đô Phnom Penh cùng 4 tỉnh Siem Reap, Preah Sihanouk, Kampot và Kep, trong đó Phnom Penh là địa điểm thi đấu chính.

#### Địa điểm thi đấu
| Tỉnh/Thành phố | Địa điểm                                               | Nội dung | Sức chứa                                     | TK.                                          |
| -------------- | ------------------------------------------------------ | --- | -------------------------------------------- | -------------------------------------------- |
| Phnom Penh     | Khu liên hợp thể thao quốc gia Morodok Techo           | Khu liên hợp thể thao quốc gia Morodok Techo                                                                            | Khu liên hợp thể thao quốc gia Morodok Techo | Khu liên hợp thể thao quốc gia Morodok Techo |
| Phnom Penh     | Sân vận động Quốc gia Morodok Techo                    | Lễ khai mạc, Lễ bế mạc, Điền kinh                                                                                       | 60.000                                       | [ 19 ]                                       |
| Phnom Penh     | Trung tâm Thể thao dưới nước Quốc gia                  | Bơi, Nhảy cầu, Lặn | 3.000                                        | [ 19 ] [ 20 ]                                |
| Phnom Penh     | Gian 1, Trung tâm thi đấu thể thao trong nhà           | Kickboxing, Kun Khmer                                                                                                   | 3.000                                        | [ 21 ]                                       |
| Phnom Penh     | Gian 2, Trung tâm thi đấu thể thao trong nhà           | Bóng rổ (3x3 và 5x5) | 2.000                                        | [ 22 ]                                       |
| Phnom Penh     | Nhà thi đấu cầu lông                                   | Cầu lông | CXĐ                                          | [ 19 ] [ 20 ]                                |
| Phnom Penh     | Nhà thi đấu bóng bán                                   | Bóng bàn | CXĐ                                          | [ 23 ]                                       |
| Phnom Penh     | Sân khúc côn cầu                                       | Khúc côn cầu ngoài trời                                                                                                 | CXĐ                                          | [ 23 ]                                       |
| Phnom Penh     | Tổ hợp sân quần vợt                                    | Quần vợt | CXĐ                                          | [ 23 ]                                       |
| Phnom Penh     | Khu phức hợp sân vận động Olympic                      | |                                              |                                              |
| Phnom Penh     | Sân vận động Olympic                                   | Bóng đá nam (bảng A, bán kết, chung kết, tranh huy chương đồng), Bóng đá nữ (bán kết, chung kết, tranh huy chương đồng) | 30.000                                       | [ 19 ] [ 24 ]                                |
| Phnom Penh     | Nhà thi đấu J-Snooker                                  | Billards | CXĐ                                          | [ 25 ]                                       |
| Phnom Penh     | Khu phức hợp Olympic Marquee                           | Khiêu vũ thể thao, Aerobic, Thể dục dụng cụ                                                                             | CXĐ                                          | [ 19 ]                                       |
| Phnom Penh     | Trung tâm bơi Olympic                                  | Bóng nước | CXĐ                                          | [ 26 ]                                       |
| Phnom Penh     | Nhà thi đấu Taekwondo                                  | Cử tạ | CXĐ                                          | [ 19 ]                                       |
| Phnom Penh     | Nhà thi đấu Olympic                                    | Bóng chuyền trong nhà                                                                                                   | CXĐ                                          | [ 21 ]                                       |
| Phnom Penh     | Nhà thi đấu bóng rổ                                    | Cầu mây | CXĐ                                          | [ 21 ]                                       |
| Phnom Penh     | Sân quần vợt bóng mềm                                  | Quần vợt bóng mềm | CXĐ                                          | [ 23 ]                                       |
| Phnom Penh     | Tổ hợp sân bi sắt                                      | Bi sắt | CXĐ                                          | [ 19 ]                                       |
| Phnom Penh     | Trung tâm Triển lãm và Hội nghị Quốc tế Chroy Changvar | |                                              |                                              |
| Phnom Penh     | Hội trường Dinosaur Park                               | Khúc côn cầu trong nhà, Bóng sàn                                                                                        |                                              | [ 21 ]                                       |
| Phnom Penh     | Khu A                                                  | Võ gậy, Karate, Wushu                                                                                                   |                                              | [ 21 ]                                       |
| Phnom Penh     | Khu B                                                  | Đấu kiếm, Jujitsu |                                              | [ 21 ]                                       |
| Phnom Penh     | Khu C                                                  | Judo, Kun Bokator |                                              | [ 21 ]                                       |
| Phnom Penh     | Khu E                                                  | Pencak silat, Vật |                                              | [ 21 ]                                       |
| Phnom Penh     | Khu F                                                  | Taekwondo, Vovinam |                                              | [ 21 ]                                       |
| Phnom Penh     | Khu G                                                  | Quyền Anh |                                              | [ 21 ]                                       |
| Phnom Penh     | Bãi đỗ xe                                              | Vượt chướng ngại vật |                                              | [ 21 ]                                       |
| Phnom Penh     | Khác                                                   | |                                              |                                              |
| Phnom Penh     | Sân vận động Visakha                                   | Bóng đá nam (bảng B) | 15.000                                       | [ 19 ] [ 24 ]                                |
| Phnom Penh     | Sân vận động RSN                                       | Bóng đá nữ (vòng bảng), Bóng đá nam (bảng A)                                                                            | 5.000                                        | [ 19 ] [ 24 ]                                |
| Phnom Penh     | Sân vận động Old RCAF                                  | Bóng đá nữ (vòng bảng, bán kết)                                                                                         | 20.000                                       | [ 19 ] [ 24 ]                                |
| Phnom Penh     | AZ Group Cricket Oval                                  | Cricket | CXĐ                                          | [ 19 ]                                       |
| Phnom Penh     | Trung tâm Thương mại Olympia Mall                      | Thể thao điện tử | CXĐ                                          | [ 27 ]                                       |
| Phnom Penh     | Hội trường lớn Naba, Khách sạn Nagaworld 2             | Thể thao điện tử | 2.000                                        | [ 19 ]                                       |
| Phnom Penh     | Garden City Golf Club                                  | Golf | CXĐ                                          | [ 19 ]                                       |
| Phnom Penh     | Hội trường Rong Roeung                                 | Bóng sàn, Khúc côn cầu trong nhà                                                                                        | CXĐ                                          | [ 19 ]                                       |
| Phnom Penh     | Nhà thi đấu bóng rổ NSTC                               | Cầu mây | CXĐ                                          | [ 19 ]                                       |
| Phnom Penh     | Nhà thi đấu Liên đoàn Thanh niên                       | Teqball | CXĐ                                          | [ 19 ]                                       |
| Phnom Penh     | Hội trường Mái thuyền, Đại học Hoàng gia Phnôm Pênh    | Cờ Khmer (Cờ ốc), Cờ tướng                                                                                              | CXĐ                                          | [ 28 ]                                       |
| Siem Reap      | Núi Kulen                                              | Xe đạp địa hình |                                              | [ 23 ]                                       |
| Siem Reap      | Khu vực quần thể đền Angkor Wat                        | Marathon, Đi bộ, Xe đạp đường trường                                                                                    |                                              | [ 19 ]                                       |
| Sihanoukville  | Bãi biển Otres                                         | Bóng chuyền bãi biển |                                              | [ 19 ]                                       |
| Sihanoukville  | Sihanoukville Boulevard                                | Mô tô nước, Đua thuyền                                                                                                  |                                              | [ 23 ]                                       |
| Kampot         | CXĐ                                                    | Đua thuyền truyền thống                                                                                                 |                                              | [ 19 ]                                       |
| Kep            | Bãi biển thị trấn Kep                                  | Các môn phối hợp |                                              | [ 19 ]                                       |

### Bán vé
Ngày 31 tháng 3 năm 2023, ban tổ chức của nước chủ nhà thông báo mở cửa tự do cho toàn bộ khán giả đến theo dõi các nội dung thi đấu tại SEA Games 32 và ASEAN Para Games 12, kể cả lễ khai mạc và bế mạc.Trước đó, nước này đã lên kế hoạch bán vé cho sự kiện với mức giá dao động từ 25 đến 50$. Thủ tướng Campuchia Hun Sen phản đối việc bán vé vào cửa ở SEA Games sắp tới và lo ngại việc này sẽ ảnh hưởng đến thành công mà nước này theo đuổi khi đăng cai Đại hội.
Việc đăng ký vé được thực hiện thông qua ứng dụng riêng của ban tổ chức. Ban tổ chức sau đó sẽ tiến hành trả vé cho người hâm mộ tại các địa điểm thi đấu và một số địa điểm khác được chỉ định.

### Tình nguyện viên
Khoảng 6.000 tình nguyện viên đã được lựa chọn để phục vụ cho SEA Games 32, sau thông báo tuyển tình nguyện viên của Ủy ban tình nguyện quốc gia của CAMSOC vào đầu năm.

### Rước đuốc
Ngày 21 tháng 3 năm 2023, Quốc vương Norodom Sihamoni đã thực hiện nghi lễ thắp đuốc bằng ngọn lửa bí mật và truyền lửa cho ngọn đuốc tại Angkor Wat. Cuộc rước đuốc cho SEA Games 32 được khởi động vào ngày 24 tháng 3 năm 2023 tại Hà Nội, Việt Nam và sẽ đi qua khắp các quốc gia Đông Nam Á trước khi trở lại Campuchia vào ngày 28 tháng 4. Sau đó, ngọn đuốc sẽ tiếp tục được rước vòng quanh các địa điểm tại Campuchia và kết thúc tại sân vận động quốc gia Morodok Techo ngày 5 tháng 5, ngày diễn ra lễ khai mạc.
Ngọn đuốc cao 75 cm và nặng khoảng hơn 1 kg. Đỉnh của ngọn đuốc được thiết kế để phản chiếu biểu tượng của Romdoul, quốc hoa của Vương quốc Campuchia và được mạ vàng để thể hiện rằng Vương quốc Campuchia và người dân đã vươn lên dẫn đầu. Thiết kế trên tay cầm của ngọn đuốc chứa nhiều Kbach Chan được kết nối với nhau để biểu thị sự đoàn kết trong việc đạt được hòa bình và thành công cho đất nước và cộng đồng Đông Nam Á.
| 24 tháng 3 01. Việt Nam 27 tháng 3 02. Philippines 1 tháng 4 03. Indonesia | 4 tháng 4 04. Đông Timor 11 tháng 4 05. Malaysia 15 tháng 4 06. Singapore | 17 tháng 4 07. Thái Lan 21 tháng 4 08. Myanmar 25 tháng 4 09. Lào |

## Đại hội

### Lễ khai mạc

Lễ khai mạc SEA Games 32

Lễ khai mạc SEA Games 32 được tổ chức vào lúc 19:00 ngày 5 tháng 5 năm 2023 tại Sân vận động Quốc gia Morodok Techo, Phnom Penh. Kịch bản của chương trình khai mạc được soạn thảo từ hơn 1 năm trước, với các tiết mục mang đậm văn hoá Campuchia. Khoảng 1.000 nghệ sĩ của Bộ Văn hóa và Mỹ thuật Campuchia cùng 2.000 vận động viên và quân nhân sẽ tham gia biểu diễn tại lễ khai mạc. Chủ tịch Ủy ban Olympic quốc tế Thomas Bach được dự kiến sẽ có một bài phát biểu ngắn gửi tới nước chủ nhà trong lần đầu đăng cai sự kiện thể thao của khu vực.Trước khi khai mạc, một chương trình văn nghệ bao gồm kịch hát dù kê và ca múa nhạc diễn ra lúc 17:30 chiều cùng ngày. Khi khán giả ổn định chỗ ngồi trên sân vận động, hàng ghế được thắp 60.000 bóng đèn LED với màu hồng làm chủ đạo, cùng với đó là màu vàng của dòng chữ 32nd SEA Games, màu biểu trưng, logo và linh vật.
Lễ khai mạc SEA Games 32 bắt đầu bằng màn đếm ngược. Sau đó, quốc kỳ Campuchia được đưa ra lễ đài một cách trang trọng, chuẩn bị cho phần thượng cờ. Thủ tướng Campuchia Hun Sen xuất hiện cùng các quan chức lãnh đạo nước chủ nhà và khách mời đến từ các quốc gia Đông Nam Á.

### Các quốc gia tham dự
Tất cả 11 thành viên của Liên đoàn Đại hội Thể thao Đông Nam Á (SEAGF) đều tham gia Đại hội Thể thao Đông Nam Á 2023. Dưới đây là danh sách NOC tham gia.
- Brunei (65)
- Campuchia (896) (chủ nhà)
- Indonesia (599)
- Lào (576)
- Malaysia (677)
- Myanmar (341)
- Philippines (905)
- Singapore (558)
- Thái Lan (846)
- Đông Timor (90)
- Việt Nam (702)

### Môn thể thao
37 môn thể thao đã được chọn vào chương trình thi đấu ở SEA Games 32, nhiều hơn 1 môn so với dự kiến ban đầu. Đáng chú ý khi hai môn Olympic bắn súng và bắn cung không có tên trong danh sách. Trong khi đó, nước chủ nhà lại cho 3 môn truyền thống của mình vào chương trình thi đấu là Bokator, Kun Khmer và Cờ Ok Chaktrang (Cờ ốc).
- Thể thao dưới nước
  -  Nhảy cầu

- -  Bơi lội

- -  Lặn

- -  Bóng nước

- Điền kinh

- Đua thuyền truyền thống

- Cầu lông

- Cricket

- - T20
  - T50/T10
- Bóng rổ

- -  Bóng rổ 5x5
  -  Bóng rổ 3x3
- Bi-a

- Quyền Anh

- Cờ
  -  Cờ tướng

- - Cờ Ốc
- Xe đạp

- - Địa hình
  - Đường trường
- Khiêu vũ thể thao

- Thể thao điện tử

- Đấu kiếm

- Bóng đá

- - Bóng đá nam
  - Bóng đá nữ
- Bóng sàn

- Golf

- Thể dục dụng cụ

- - Thể dục nghệ thuật
  - Thể dục Aerobic
- Judo

- Karate

- Võ
  -  Võ gậy

- -  Jujutsu

- -  Kickboxing

- -  Kun Khmer

- -  Kun Bokator

- -  Vovinam

- Pencak Silat

- Bi sắt

- Thuyền buồm

- Cầu mây

- Bóng bàn

- Khúc côn cầu

- - Khúc côn cầu trong nhà
  - Khúc côn cầu trên cỏ
- Taekwondo

- Quần vợt

- Soft Tennis

- / /  Các môn phối hợp

- Bóng chuyền

- - Bóng chuyền bãi biển
  - Bóng chuyền trong nhà
- Mô tô nước

- Cử tạ

- Vật

- Vượt chướng ngại vật

- Wushu

### Nội dung biểu diễn
- Teqball

### Lịch thi đấu
| OC | Lễ khai mạc | ● | Nội dung thi đấu | 1 | Nội dung huy chương | CC | Lễ bế mạc |

| Tháng 4/Tháng 5         | Tháng 4/Tháng 5         | Tháng 4 | Tháng 4 | Tháng 5 | Tháng 5 | Tháng 5 | Tháng 5 | Tháng 5 | Tháng 5 | Tháng 5 | Tháng 5 | Tháng 5 | Tháng 5 | Tháng 5 | Tháng 5 | Tháng 5 | Tháng 5 | Tháng 5 | Tháng 5 | Tháng 5 | Nội dung |
| Tháng 4/Tháng 5         | Tháng 4/Tháng 5         | T7 29   | CN 30   | T2 1    | T3 2    | T4 3    | T5 4    | T6 5    | T7 6    | CN 7    | T2 8    | T3 9    | T4 10   | T5 11   | T6 12   | T7 13   | CN 14   | T2 15   | T3 16   | T4 17   | Nội dung |
| ----------------------- | ----------------------- | ------- | ------- | ------- | ------- | ------- | ------- | ------- | ------- | ------- | ------- | ------- | ------- | ------- | ------- | ------- | ------- | ------- | ------- | ------- | -------- |
| Nghi lễ                 | Nghi lễ                 |         |         |         |         |         |         | OC      |         |         |         |         |         |         |         |         |         |         |         | CC      |          |
| Điền kinh               | Điền kinh               |         |         |         |         |         |         |         | 4       |         | 11      | 8       | 10      | 7       | 7       |         |         |         |         |         | 47       |
| Thể thao dưới nước      | Nhảy cầu                |         |         |         |         |         |         |         |         |         | 1       | 1       | 1       | 1       |         |         |         |         |         |         | 4        |
| Thể thao dưới nước      | Lặn                     |         |         |         |         |         |         |         |         |         |         |         |         |         | 8       | 8       | 8       |         |         |         | 24       |
| Thể thao dưới nước      | Bơi lội                 |         |         |         |         |         |         |         | 6       | 7       | 7       | 6       | 7       | 7       |         |         |         |         |         |         | 40       |
| Thể thao dưới nước      | Bóng nước               |         |         |         |         |         |         |         |         |         |         |         |         |         | ●       | ●       | ●       | ●       | ●       |         | 2        |
| Cầu lông                | Cầu lông                |         |         |         |         |         |         |         |         |         | ●       | ●       | ●       | ●       | ●       | ●       | ●       | ●       | 5       |         | 5        |
| Bóng rổ                 | Bóng rổ 5x5             |         |         |         |         |         |         |         |         |         |         | ●       | ●       | ●       | ●       | ●       | ●       | 1       | 1       |         | 2        |
| Bóng rổ                 | Bóng rổ 3x3             |         |         |         |         |         |         |         | ●       | 2       |         |         |         |         |         |         |         |         |         |         | 2        |
| Bi-a                    | Bi-a                    |         |         |         |         |         |         |         |         | ●       | ●       | 3       | 2       | ●       | 2       | ●       | 2       |         |         |         | 9        |
| Quyền Anh               | Quyền Anh               |         |         |         |         |         |         |         | ●       | ●       | ●       | ●       | ●       | ●       | ●       | ●       | 17      |         |         |         | 17       |
| Cờ                      | Cờ tướng                |         |         |         |         |         |         |         |         |         |         |         |         |         | 1       | 1       | 1       | 1       | ●       |         | 4        |
| Cờ                      | Cờ Ốc                   | ●       | ●       | ●       | ●       | ●       | ●       |         | 4       | ●       | ●       | ●       |         |         |         |         |         |         |         |         | 4        |
| Cricket                 | Cricket                 | ●       | ●       | ●       | ●       | ●       | ●       |         | ●       | 1       | ●       | ●       | 1       | 1       | ●       | 1       | ●       | 1       | 2       |         | 8        |
| Xe đạp                  | Đường trường            |         |         |         |         |         |         |         |         |         |         |         |         | 2       | 1       | 1       |         |         |         |         | 4        |
| Xe đạp                  | Địa hình                |         |         |         |         |         |         |         | 2       | 1       | 2       |         |         |         |         |         |         |         |         |         | 5        |
| Khiêu vũ thể thao       | Khiêu vũ thể thao       |         |         |         |         |         |         |         |         |         |         |         |         |         |         |         |         |         | 2       |         | 2        |
| Thể thao điện tử        | Thể thao điện tử        |         |         |         |         |         |         |         | 2       | 2       | 2       | 3       | 1       | 1       | 1       | 1       | 2       | 1       |         |         | 16       |
| Đấu kiếm                | Đấu kiếm                |         |         |         |         |         |         |         |         |         |         |         |         | 2       | 2       | 2       | 2       | 2       | 2       |         | 6        |
| Floorball               | Floorball               |         |         |         |         |         |         |         |         |         |         |         |         | ●       | ●       | ●       | ●       | ●       | 2       |         | 2        |
| Bóng đá                 | Bóng đá                 | ●       | ●       | ●       | ●       | ●       | ●       |         | ●       | ●       | ●       | ●       | ●       | ●       | ●       | ●       | ●       | 1       | 1       |         | 2        |
| Golf                    | Golf                    |         |         |         |         |         |         |         |         |         | ●       | ●       | 2       | ●       | ●       | 2       |         |         |         |         | 4        |
| Thể dục dụng cụ         | Thể dục nghệ thuật      |         |         |         |         |         |         |         | 2       | 6       | 2       | 6       |         |         |         |         |         |         |         |         | 16       |
| Thể dục dụng cụ         | Thể dục Aerobic         |         |         |         |         |         |         |         |         |         |         |         |         |         |         | 3       | 2       |         |         |         | 5        |
| Khúc côn cầu            | Trên cỏ                 |         |         |         |         |         |         |         |         |         |         | ●       | ●       | ●       | ●       | ●       | ●       | ●       | 2       |         | 2        |
| Khúc côn cầu            | Trong nhà               |         |         | ●       | ●       | ●       | ●       |         | ●       | 2       |         |         |         |         |         |         |         |         |         |         | 2        |
| Mô tô nước              | Mô tô nước              |         |         |         |         |         |         |         |         |         |         |         |         |         |         | ●       | ●       | 1       | 5       |         | 6        |
| Judo                    | Judo                    |         |         |         |         |         |         |         |         |         |         |         |         |         |         | 2       | 5       | 5       | 1       |         | 13       |
| Karate                  | Karate                  |         |         |         |         |         |         |         | 6       | 9       | 2       |         |         |         |         |         |         |         |         |         | 17       |
| Võ gậy                  | Võ gậy                  |         |         |         |         |         |         |         |         |         |         |         |         |         |         | 4       | 4       | 4       | ●       |         | 12       |
| Jujutsu                 | Jujutsu                 |         |         |         |         |         | 3       |         | 5       | 5       |         |         |         |         |         |         |         |         |         |         | 13       |
| Kickboxing              | Kickboxing              |         |         |         |         |         |         |         |         |         |         |         |         |         |         | ●       | ●       | 2       | 4       |         | 6        |
| Kun Bokator             | Kun Bokator             |         |         |         |         |         | 6       |         | ●       | ●       | 14      | ●       | ●       |         |         |         |         |         |         |         | 20       |
| Kun Khmer               | Kun Khmer               |         |         |         |         |         |         |         | 2       | ●       | ●       | ●       | ●       | 17      |         |         |         |         |         |         | 19       |
| Vovinam                 | Vovinam                 |         |         |         |         |         |         |         | 7       | 8       | 7       | 7       |         |         |         |         |         |         |         |         | 29       |
| Vượt chướng ngại vật    | Vượt chướng ngại vật    |         |         |         |         | ●       | ●       |         | 2       | 2       |         |         |         |         |         |         |         |         |         |         | 4        |
| Pencak Silat            | Pencak Silat            |         |         |         |         |         |         |         | ●       | ●       | 6       | ●       | 16      |         |         |         |         |         |         |         | 22       |
| Bi sắt                  | Bi sắt                  |         |         |         |         |         |         |         | 2       | 2       | 2       | 1       | 1       | 1       | ●       | 2       |         |         |         |         | 11       |
| Thuyền buồm             | Thuyền buồm             |         |         | ●       | ●       | ●       | ●       |         | ●       | ●       | 9       |         |         |         |         |         |         |         |         |         | 9        |
| Cầu mây                 | Cầu mây                 |         |         |         |         |         |         |         | 1       | 2       | 3       | 3       | 7       | ●       | ●       | 2       | ●       | ●       | 2       |         | 20       |
| Soft Tennis             | Soft Tennis             |         |         |         |         |         |         |         | 1       | 2       | 2       | 1       | 1       |         |         |         |         |         |         |         | 7        |
| Bóng bàn                | Bóng bàn                |         |         |         |         |         |         |         |         |         |         | ●       | ●       | 2       | ●       | ●       | 3       | ●       | 2       |         | 7        |
| Taekwondo               | Taekwondo               |         |         |         |         |         |         |         |         |         |         |         |         |         | 8       | 6       | 6       | 4       |         |         | 24       |
| Quần vợt                | Quần vợt                |         |         |         |         |         |         |         | ●       | ●       | ●       | 2       | ●       | ●       | ●       | 3       | 2       |         |         |         | 7        |
| Đua thuyền truyền thống | Đua thuyền truyền thống |         |         |         |         |         |         |         |         |         |         |         |         |         |         | 5       | 4       |         | 4       |         | 13       |
| / Các môn phối hợp      | / Các môn phối hợp      |         |         |         |         |         |         |         | 3       | 2       | 2       |         |         |         |         |         |         |         |         |         | 7        |
| Bóng chuyền             | Trong nhà               |         |         |         |         | ●       | ●       |         | ●       | ●       | 1       | ●       | ●       | ●       | ●       | ●       | 1       |         |         |         | 2        |
| Bóng chuyền             | Bãi biển                |         |         |         |         |         |         |         |         |         |         |         |         | ●       | ●       | ●       | ●       | ●       | 2       |         | 2        |
| Cử tạ                   | Cử tạ                   |         |         |         |         |         |         |         |         |         |         |         |         |         |         | 3       | 4       | 3       | 3       |         | 13       |
| Vật                     | Vật                     |         |         |         |         |         |         |         |         |         |         |         |         |         |         |         | 10      | 10      | 10      |         | 30       |
| Wushu                   | Wushu                   |         |         |         |         |         |         |         |         |         |         |         | 4       | 4       | 14      |         |         |         |         |         | 22       |
| Nội dung biểu diễn      |                         |         |         |         |         |         |         |         |         |         |         |         |         |         |         |         |         |         |         |         |          |
| Teqball                 | Teqball                 |         |         |         |         |         |         |         | ●       | ●       | 5       |         |         |         |         |         |         |         |         |         | 5        |

1. ↑  Thông tin được lấy từ trang cambodia2023.com

### Lễ bế mạc
Lễ bế mạc SEA Games 32 diễn ra vào lúc 19:00 ngày 17 tháng 5 năm 2023 tại Sân vận động Quốc gia Morodok Techo ở Phnom Penh. Lễ bế mạc diễn ra đơn giản hơn với thời lượng chưa đến 120 phút, trong đó nước chủ nhà điểm lại những sự kiện đáng nhớ ở Đại hội, công bố các vận động viên tiêu biểu và trao quyền đăng cai Đại hội tiếp theo cho Thái Lan.

## Bảng tổng sắp huy chương
| Hạng                | Đoàn                | Vàng | Bạc | Đồng | Tổng số |
| ------------------- | ------------------- | ---- | --- | ---- | ------- |
| 1                   | Việt Nam            | 136  | 105 | 114  | 355     |
| 2                   | Thái Lan            | 108  | 96  | 108  | 312     |
| 3                   | Indonesia           | 87   | 81  | 109  | 277     |
| 4                   | Campuchia           | 81   | 74  | 126  | 281     |
| 5                   | Philippines         | 58   | 86  | 116  | 260     |
| 6                   | Singapore           | 51   | 43  | 64   | 158     |
| 7                   | Malaysia            | 34   | 45  | 97   | 176     |
| 8                   | Myanmar             | 21   | 25  | 68   | 114     |
| 9                   | Lào                 | 6    | 22  | 60   | 88      |
| 10                  | Brunei              | 2    | 1   | 6    | 9       |
| 11                  | Đông Timor          | 0    | 0   | 8    | 8       |
| Tổng số (11 đơn vị) | Tổng số (11 đơn vị) | 584  | 578 | 876  | 2038    |

## Tiếp thị

### Thương hiệu
Biểu trưng và khẩu hiệu chính thức cho Đại hội Thể thao Đông Nam Á 2023 được quyết định vào ngày 2 tháng 7 năm 2020 và chính thức ra mắt vào ngày 7 tháng 8. Một cuộc thi thiết kế linh vật được tổ chức năm 2019 dành cho công dân Campuchia từ 15 tuổi trở lên, yêu cầu thí sinh thể hiện dựa trên hình tượng chú thỏ ngộ nghĩnh và phản ánh văn hóa Campuchia.

#### Bài hát chủ đề
"Cambodian Pride" (tiếng Khmer: ស្រលាញ់អ្វីដែលខ្មែរមាន; phát âm tiếng Khmer: [sralanh avei del khmer mean]; tiếng Việt: "Niềm tự hào Campuchia") được chọn làm bài hát chính thức của Đại hội lần này. Ca khúc do Chet Tengrith sản xuất và được bốn ca sĩ Preap Sovath, Khemarak Sereymun, Khem và Ton Chanseyma thể hiện, là phiên bản làm lại của ca khúc cùng tên ra mắt vào năm 2022. MV của ca khúc với độ dài 4 phút 17 giây được phát hành trên YouTube vào ngày 10 tháng 4 năm 2023.

#### Biểu trưng
Biểu trưng của SEA Games 32 là hình ảnh ngôi đền Angkor Wat lung linh dát vàng phía trên. Phần giữa là biểu tượng chính thức của Liên đoàn Thể thao Đông Nam Á còn phía dưới là 4 con rắn thần naga đỏ, vàng, lam và lục cuốn phần đuôi xoắn lại vào nhau, thể hiện tình cảm gắn bó giữa các dân tộc Đông Nam Á.

#### Linh vật

Hai chú thỏ Borey và Rumduol, linh vật của SEA Games 2023

Các linh vật chính thức của Đại hội Thể thao Đông Nam Á 2023 là thỏ đực có tên Borey (បូរី) và thỏ cái có tên Rumduol (រំដួល). Hai linh vật được lấy cảm hứng từ Sophea Tonsay, nhân vật thỏ trong truyện dân gian của người Khmer. Sophea Tonsay có tính cách hiền lành, thông minh, đáng yêu, được nhiều trẻ em yêu thích. Cả 2 đều được thiết kế trong trang phục của môn võ truyền thống Bokator và dải ruy băng buộc đầu có hình quốc kỳ Campuchia. Borey mặc bộ màu xanh dương còn Rumduol mặc bộ đỏ. Borey tay trái cầm ngọn đuốc tượng trưng cho sự mạnh mẽ, thông minh, chính trực, quyết tâm giành vinh quang trong khi Rumduol hai tay chắp trước ngực chào tượng trưng cho sự lạc quan, mến khách.  Đỏ và xanh cũng là hai màu có trên quốc kỳ Campuchia.

#### Khẩu hiệu
"Thể thao sống trong hòa bình" (tiếng Anh: Sports Live in Peace, tiếng Khmer: កីឡារស់នៅក្នុងសន្តិភាព, phát âm tiếng Khmer: [keila rsanow knong santipheap]) được chọn làm khẩu hiệu chính thức cho kỳ đại hội này.

### Tài trợ
| Tài trợ Đại hội Thể thao Đông Nam Á 2023 | Tài trợ Đại hội Thể thao Đông Nam Á 2023                                                            |
| Hạng                                     | Nhà tài trợ                                                                                         |
| ---------------------------------------- | --------------------------------------------------------------------------------------------------- |
| Độc quyền                                | ABA Bank, AIA Cambodia, Cellcard, Eau Kulen, Vattanac Brewery                                       |
| Premium                                  | Ajinomoto, Cambodia Airways, Anchor, Coca Cola, FBT, TikTok, Ezecom                                 |
| Đối tác                                  | AEON, Charoen Pokphand Foods, Decathlon, Động Lực, Legend Cinema, NagaCorp, Nestlé (Milo), Unilever |

## Đối tác truyền thông
Quyết định bán bản quyền phát sóng SEA Games 32 đã được thông báo vào tháng 7 năm 2022, sau cuộc họp của Ủy ban điều hành Hội đồng Liên đoàn Thể thao Đông Nam Á tại Phnom Penh, Campuchia. Đây là lần đầu tiên bản quyền phát sóng SEA Games được bán cho các quốc gia, thay vì chỉ thu phí truyền dẫn như các kì trước đây. Có 3 gói phát sóng với số lượng các môn thi đấu được tường thuật trực tiếp khác nhau, trong đó gói lớn nhất gồm 16 môn. Tuy nhiên, đến ngày 31 tháng 3 năm 2023, nước chủ nhà ra quyết định không thu phí bản quyền phát sóng độc quyền SEA Games 32 và ASEAN Para Games đối với các đài truyền hình trong nước và quốc tế.
Đài Truyền hình Thể thao Campuchia (CSTV) sẽ phối hợp với Tổng cục Truyền hình Quốc gia Campuchia để thực hiện việc sản xuất, phân phối và đưa tin cho sự kiện. Tổng cộng 16 môn thể thao sẽ được sản xuất tín hiệu truyền hình trực tiếp bởi đài truyền hình chủ nhà.
Chú giải
  *   Quốc gia chủ nhà (Campuchia)
| Các nước trong khu vực quy định sở hữu bản quyền SEA Games 32 | Các nước trong khu vực quy định sở hữu bản quyền SEA Games 32                                                                                            | Các nước trong khu vực quy định sở hữu bản quyền SEA Games 32 | Các nước trong khu vực quy định sở hữu bản quyền SEA Games 32 | Các nước trong khu vực quy định sở hữu bản quyền SEA Games 32                         |
| Quốc gia                                                      | Mạng phát sóng | Kênh truyền hình | Phát thanh                                                    | Nền tảng trực tuyến                                                                   |
| ------------------------------------------------------------- | --- | --- | ------------------------------------------------------------- | ------------------------------------------------------------------------------------- |
| Campuchia (chủ nhà)                                           | - TVK - CTN - Bayon TV - CSTV - Hang Meas - Khon Chul TV - Apsara TV - TV5 - PNN - MSJ TV - CTV9 - Fresh News TV - PEAK Sports - Ministry of Information | TVK, TVK2, CTN, CNC, MyTV, Bayon TV, BTV News, CSTV, Hang Meas HDTV, Rasmey Hang Meas HDTV, Khon Chul TV, Apsara 11 TV, TV5, PNN, MSJ TV, CTV9, Fresh News TV                                                      | —                                                             | PEAK Sports Facebook, App MoINF                                                       |
| Indonesia                                                     | - MNC Media - TVRI | MNCTV, RCTI, iNews, MNC Sports, MNC Sports 2, MNC Sports 3, Soccer Channel, TVRI, TVRI Sports | Radio Republik Indonesia                                      | RCTI+ và Vision+                                                                      |
| Malaysia                                                      | - RTM | TV Okey, Sukan RTM |                                                               | Stadium Astro, MyKlik, Astro Go                                                       |
| Myanmar                                                       | - MRTV | MRTV, MRTV Sports, MRTV Farmers, MRTV Parliament | —                                                             | —                                                                                     |
| Philippines                                                   | - CignalTV | One Sports, One Sports+ | —                                                             | —                                                                                     |
| Singapore                                                     | - Mediacorp | Channel 5 | CNA938                                                        | Mediacorp Entertainment (meWATCH)                                                     |
| Thái Lan                                                      | - T Sports 7 - TV Pool | 9MCOT HD, T Sports, GMM25, One31 | MCOT Radio Network                                            | True ID                                                                               |
| Việt Nam                                                      | - VTV - VOV - VTC - VTVCab - K+ - HTV - FPT - MyTV | VTV3, VTV5, VTV5 Tây Nam Bộ, VTV5 Tây Nguyên, VTV9, HTV Thể Thao, HTV Key, HTV1, VTC1, VTC2, VTC3, VTC8, On Sports, On Football, On Sports News, On Sports+, On Golf, On Sports Action, K+SPORT1, K+SPORT2, K+LIFE | VOV2, VOV Sức khỏe, VOH FM 99.9                               | VTVGo, VTV.vn, VTV Giải Trí, VTVCab ON, ON Plus, VTC Now, K+, HTVPLUS, FPT Play, MyTV |